# Macskásy József

Macskássy József (Marosvásárhely, 1921. február 15. – Kolozsvár, 1994. október 12.) romániai magyar festőművész.

## Életútja
Tanulmányait a marosvásárhelyi szabadiskolában kezdte 1939-ben Aurel Ciupénál, majd 1941–42-ben Bordy Andrásnál folytatta, tőle kapta a döntő indíttatást. A II. világháborút követően a kolozsvári Magyar Művészeti Intézetbe iratkozott be 1948-ban, diplomát 1953-ban a Ion Andreescu Képzőművészeti Főiskolán Miklóssy Gábor osztályán szerzett. 1953 és 1981 között Kolozsváron az Úttörőház képzőművészeti irányítója, majd a Művészeti Általános Iskola rajztanára.
Képeinek gazdag és változatos színvilága egyaránt képes drámai erőt, feszültséget vagy gyöngéd érzéseket és tisztaságot érzékeltetni aszerint, hogy az erdélyi magyarság sorskérdéseit, otthonos szobabelsőt, csendéletet vagy kedvesei arcképét festi. Gyakran csendéletei is jelképekkel telítettek; irodalmunk nagyjai és jeles művészeink közül Petőfi, Ady és Bartók alakját többször is jelképteremtő szándékkal elevenítette meg, néha egyazon kompozíció keretében.
1942-től kezdve folyamatosan szerepelt megyei, országos, illetve kisebb csoportos kiállításokon. 1962-ben rendezte első egyéni, 1976-ban első gyűjteményes tárlatát Kolozsváron, 1991-ben, hetvenedik életévének betöltése alkalmával rendezett addigi legnagyobb tárlatán bemutatta azelőtt eltiltott festményeit is (Falurombolás, Hóstát). Egyéni, illetve csoportos kiállításainak színhelyei voltak: Marosvásárhely, Kolozsvár, Dés, Székelyudvarhely, Sepsiszentgyörgy, Szatmárnémeti, Bukarest, Hajdúböszörmény, Budapest, Bécs, Stockholm, Hollandia, Belgium, Dánia.